# 朝鮮における人糞利用
本項目では朝鮮における人糞の利用について述べる。

## 農業・畜産への利用
東アジアの他の地域と同様に、朝鮮半島では、遅くとも李氏朝鮮時代には、人の糞尿を肥料に用いていた。また、便所の周囲で豚を飼育し、人糞を餌とすることもあった。
北朝鮮では化学肥料の不足のため、毎年1月頃に「堆肥戦闘」と呼ばれる人糞集めを行う。これは2023年時点でも続いている。すべての工場や人民班にノルマが割り当てられており、ノルマ達成のため人糞が売買されることもある。
北朝鮮では人糞は肥料として貴重であり、2024年に北朝鮮が韓国に汚物をのせた風船を飛ばす攻撃を行った際には、動物のフンを使用したと推定されている。

## 薬用等
東アジアの他の地域と同様に、朝鮮半島でも、ヒトの排泄物およびその関係品に由来する生薬を用いる治療法が存在し、『東医宝鑑』等に記録されている。

### 民間療法薬
民間療法にも、人糞を用いるものがあった。今村鞆「朝鮮人の素人療病禁厭及迷信」『朝鮮風俗集』には以下の6件の人糞を使う療法が記載されている。
- 人糞を黒飴に包み3日間夜露を受けて丸薬にして呑む
- 人糞を焼いて歯に含む
- 人糞を瓦石に塗って熱し、水に入れてその水を飲む
- 人糞に塩を混ぜて貼る
- 溝を越えて自分の大便を塗り、また溝を越えて戻る
- 人中黄 冬に人糞と甘草の粉末を混ぜた物を竹の筒に詰めて地中に埋め、夏に取り出して天日乾燥させ粉にして飲む[9]。

人糞を用いた民間療法にはさまざまな方法があったと言われる。21世紀初頭には、この習慣、特に人糞を含むトンスルを奇異なものとして報道したり、インターネット上で話題としたりする風潮が日本、中国などで見られる。
その他、嘗糞といって、子どもが父母の大便を舐めて健康状態を判断する、中国の故事に由来する習慣があり、関連する逸話が残る。

## その他
- 『三国遺事』によれば、新羅の智証麻立干の王妃・延帝夫人は、糞の大きさで選ばれたという[3]。
- 朝鮮半島に伝わる神話の中には、山河が神の排泄物によって形成されたというものがある。また、糞は富貴・幸運・長寿等の象徴でもあり、糞を得る夢を見たり、途上で糞を踏むことは運が良いとされた。しかし、一般的には糞に対しては不潔という認識が強く、「糞」を含む成句のほとんどは否定的な意味を持っている[10]。
- 596年、隋文帝は高句麗に北部国境の侵犯をやめ、突厥との同盟を解消して隋に服従を誓うよう求めた。反発した高句麗は598年に靺鞨とともに遼西の営州を襲ったため、隋は水陸30万人の軍隊を高句麗に差し向けたが、高句麗嬰陽王は自らを「糞土臣」と卑下する謝罪をおこなったため、隋軍は撤退した[11]。